# Wollköpfe
Die Wollköpfe (Eriocephalus) sind eine Pflanzengattung innerhalb der Familie der Korbblütler (Asteraceae). Die etwa 32 Arten sind im südlichen Afrika verbreitet.

## Beschreibung

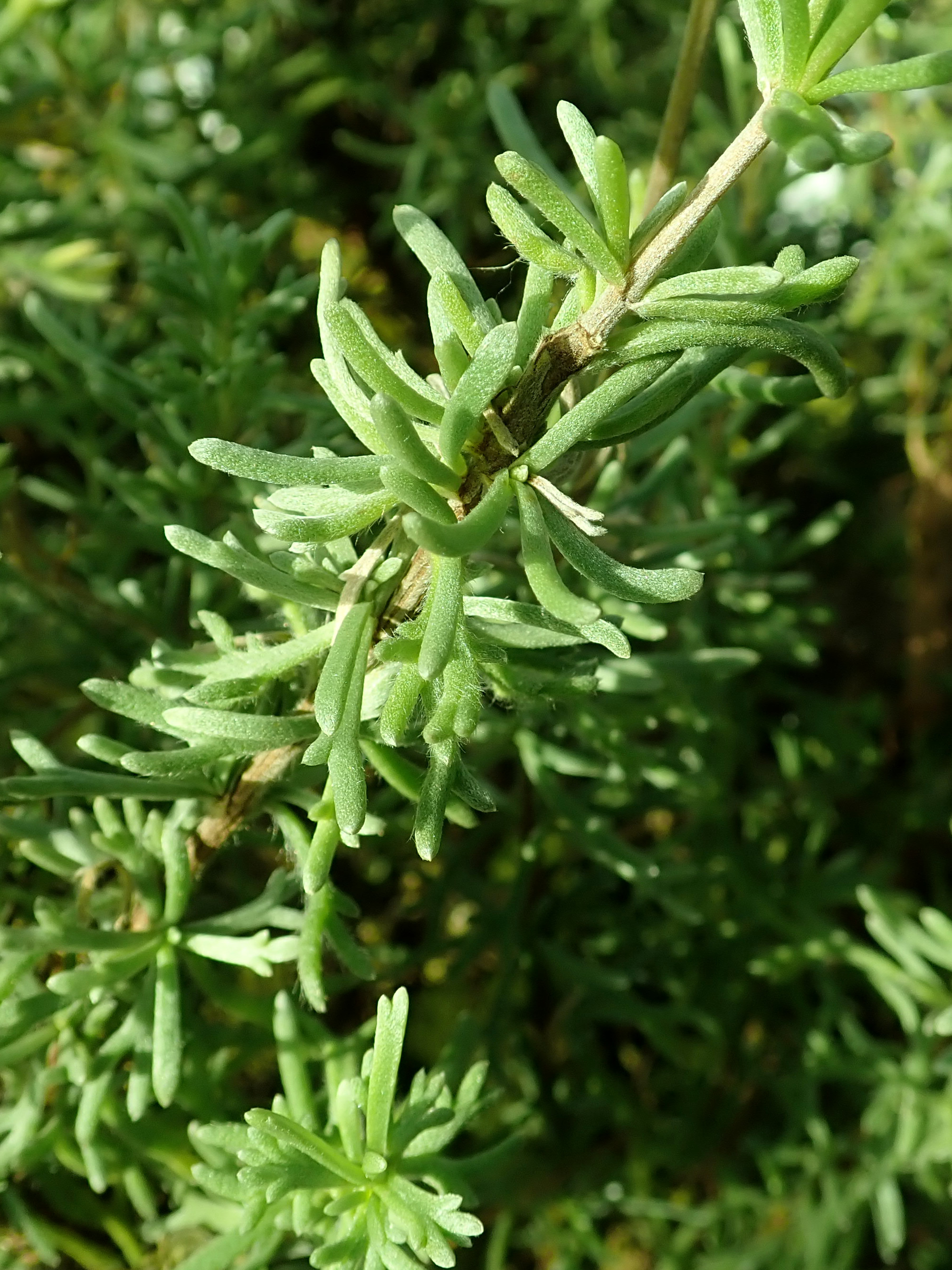
Zweig mit Laubblättern des Afrikanischen Rosmarin (Eriocephalus africanus)

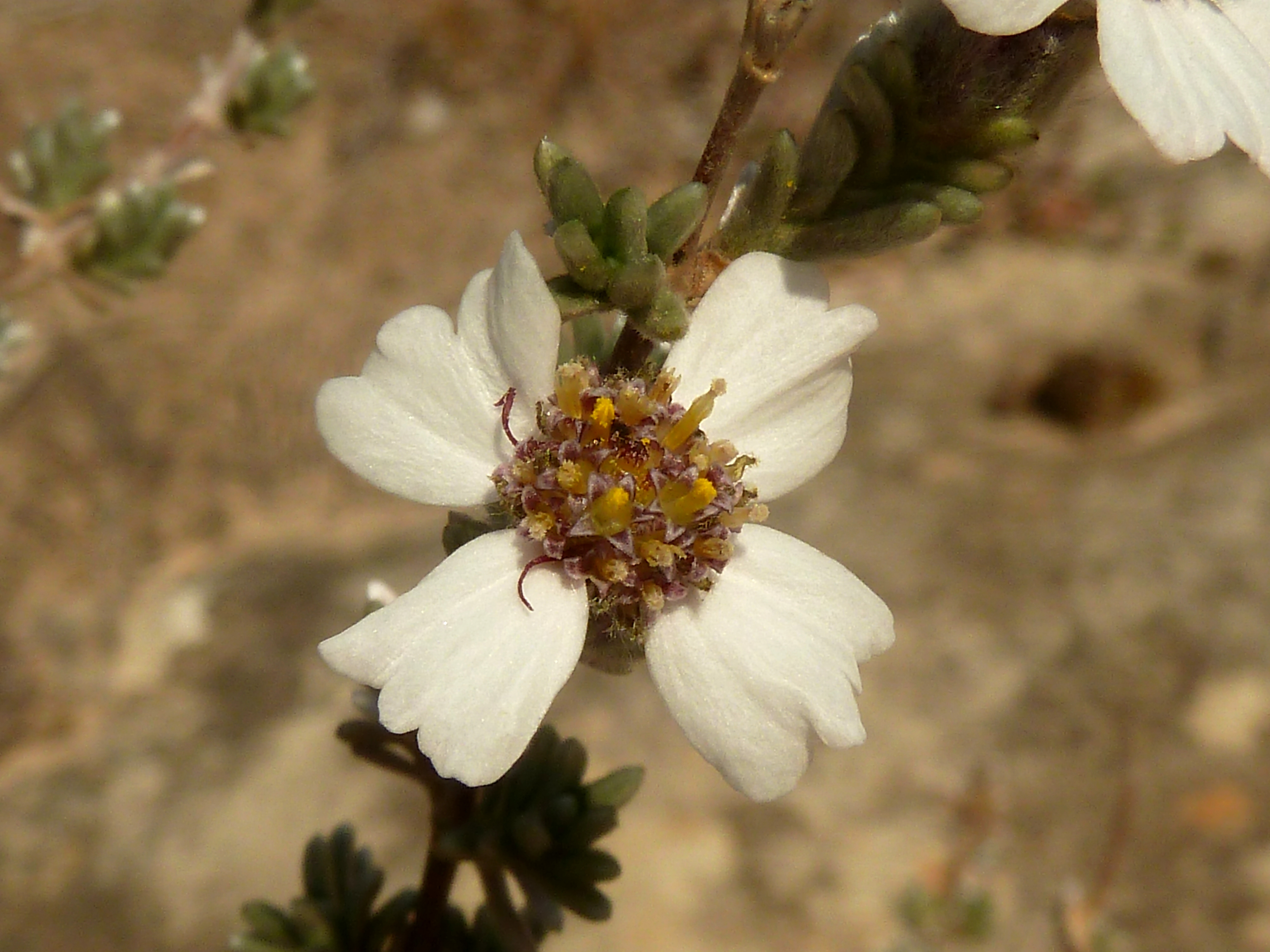
Blütenkörbchen im Detail mit Strahlen- und Scheibenblüten von Eriocephalus eximius

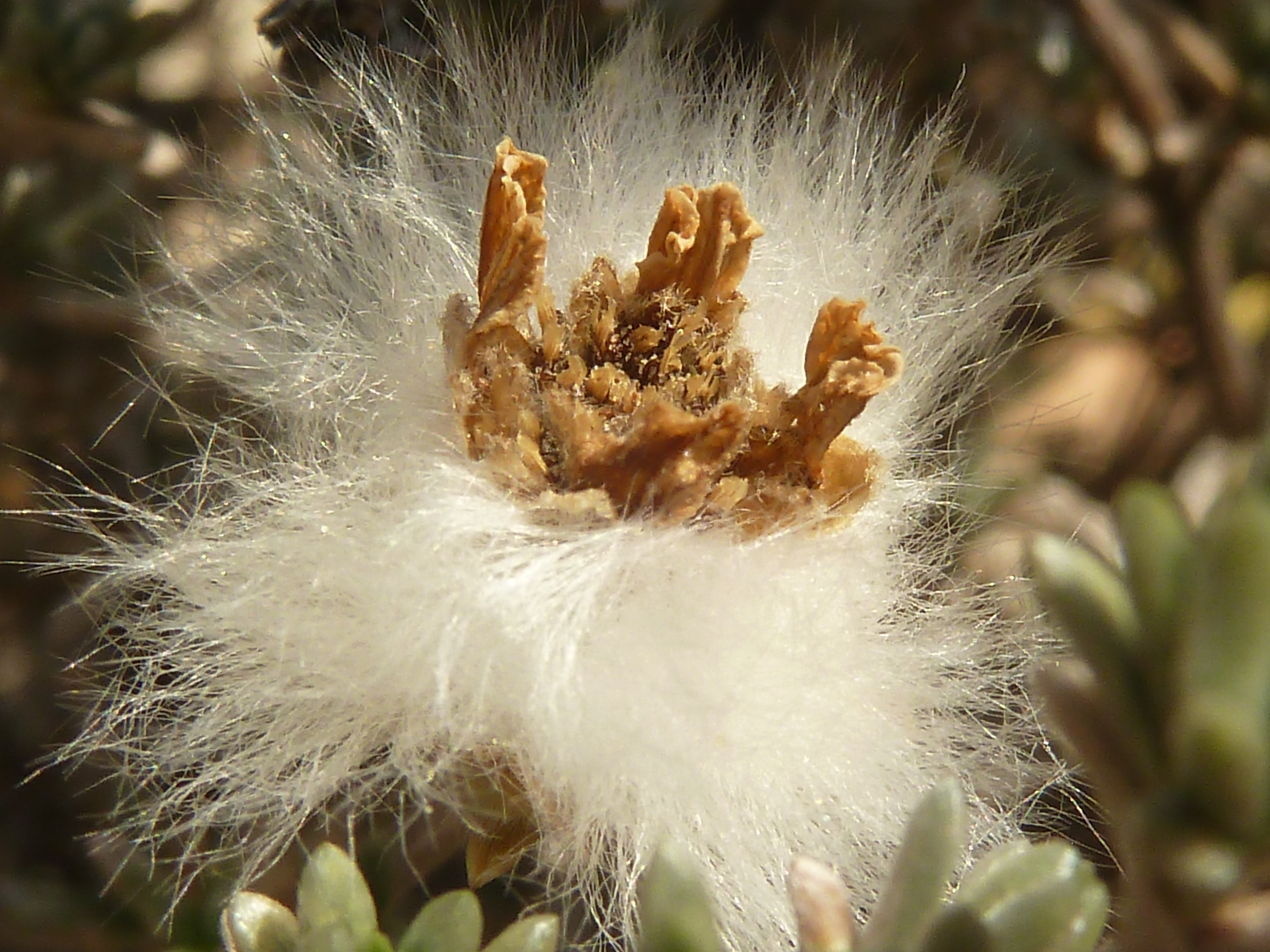
Fruchtstand im Detail von Eriocephalus eximius

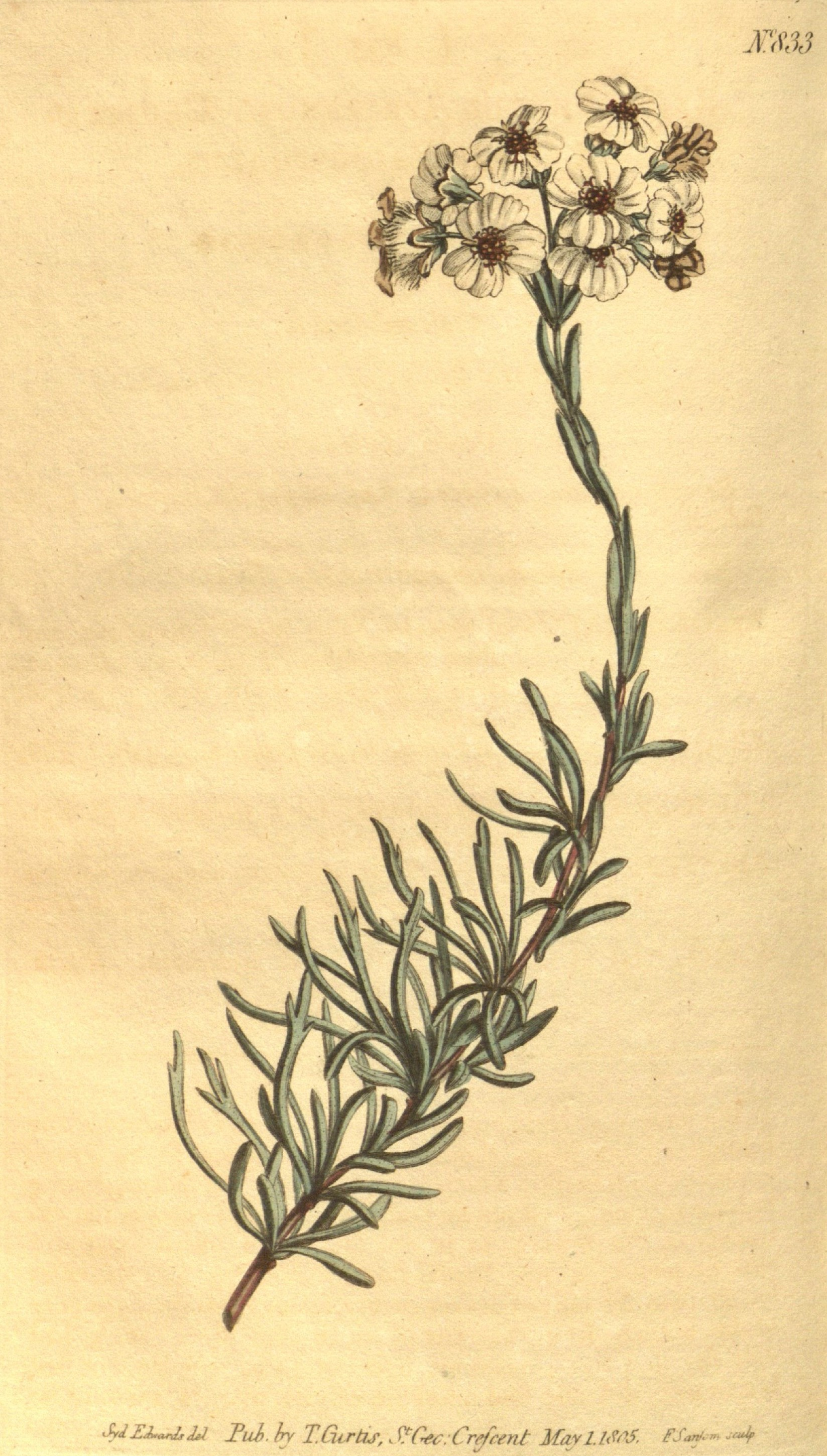
Illustration aus Curtis's Botanical Magazine, No. 833 des Afrikanischen Rosmarin (Eriocephalus africanus)

### Vegetative Merkmale
Eriocephalus-Arten sind immergrüne Sträucher, selten sind es Halbsträucher, die Wuchshöhen und Pflanzendurchmesser von 0,25 bis 2 Metern aufweisen. Die oberirdischen Pflanzenteile duften oft aromatisch. Sie besitzen viele aufrechte bis ausgebreitete Äste, die wenig bis stark verzweigt sind. Die Rinde ist oft verkahlend. Einige Arten sind dornig.
Die meistens gegenständig, manchmal wechselständig und manchmal an Kurztrieben dicht dachziegelartig überlappend angeordneten Laubblätter sind relativ klein und mehr oder weniger sklerophyll. Die Blätter sind (heidekrautartig = ericoid), linealisch oder nadelförmig, einfach, gelappt oder fiederteilig mit ein bis sieben linealischen Blattlappen. Die seidig-grauen Laubblätter besitzen Drüsen, die meisten Arten sind fein zottig behaart, einige sind kahl.

### Generative Merkmale
Einzeln auf Kurztrieben oder endständig in traubigen oder leicht doldigen Gesamtblütenständen befinden sich körbchenförmige Teilblütenstände. Die scheibenförmigen Blütenkörbchen sind relativ klein. Das Involucrum ist halbkugelig mit vier bis sechs  Hüllblättern in einer Reihe. Die flaumig behaarten bis kahlen Hüllblätter sind länglich, lanzettlich, eiförmig bis verkehrt-eiförmig, etwas gekielt bis flach, oft mit einem breiten transparent pergamentartigen Rand. Auf dem flachen Körbchenboden sind Spreublätter vorhanden und er ist wollig behaart. Die Spreublätter sind länger oder kürzer als die Blüten. Die Spreublätter der Randblüten sind vollständig frei  oder teilweise bis vollständig untereinander verwachsen, hart und relativ dick oder häutig und durchscheinend. Die freien Spreublätter sind eiförmig, lanzettlich bis linealisch mit ausgefranstem Rand und auf der Unterseite lang wollig behaart.
Die Blütenkörbchen sind heterogam mit 2 bis 60 Blüten, von denen nur ein bis acht Strahlenblüten sind; bei manchen Arten sind keine Strahlenblüten vorhanden. Am Rand befinden sich wenige rein weibliche Blüten. Die randlichen weiblichen Blüten können eine band- oder keilförmige Zunge besitzen und länger, gleich lang oder kürzer als die zwei Griffeläste sein. Das Kronzungenende ist zwei- bis vierzähnig oder zwei- bis vierlappig. Die Krone der randlichen Blüten ist weiß, cremefarben, rosa- bis purpurfarben, selten gold-gelb. Der wollig oder fein behaarte Fruchtknoten ist länglich-linealisch bis schmal verkehrt-eiförmig, etwas abgeflacht, manchmal mit undeutlichen Kanten. Der zylindrische Griffel der Randblüten endet in zwei Griffelästen, die abgeflacht und linealisch mit spitzem oberen Ende sind.
Die Spreublätter der Scheibenblüten sind eiförmig, lanzettlich bis linealisch, flach, häutig  mit ausgefranstem bis lang wollig behaartem Rand und auf der Unterseite lang wollig behaart. Von den Scheibenblüten sind 1 bis 60 funktional männlich mit sterilem Fruchtknoten. Diese Röhrenblüten sind am oberen Ende etwas geweitet, trompeten- bis trichterförmig. Diese Röhrenblüten sind fünfzipfelig mit dreieckigen Kronzipfeln. Ihre Blütenkronen sind weiß, creme-, purpurfarben oder gelb. Der Griffel der männlichen Blüten ist nicht zweiästig mit Fegehaaren und meist kugeligem oder nur selten zweilappig oberen Ende. Bei den männlichen Blüten sind fünf Staubblätter vorhanden. Ihre Staubbeutel sind seitlich verwachsen, jedes mit lanzettlichen oberen Anhängseln, die ungeschwänzt sind.
Das Blütenkörbchen wird nach der Anthese sehr wollig. Die dunke-brauen, glatten, kahlen Achänen länglich-eiförmig und etwas abgeflacht, im Querschnitt elliptisch. Es ist kein Pappus vorhanden.

### Chromosomensätze
Die Chromosomengrundzahl beträgt x = 9; es wurden Chromosomenzahlen von 2n = 18, 36, 54, 72 ermittelt.

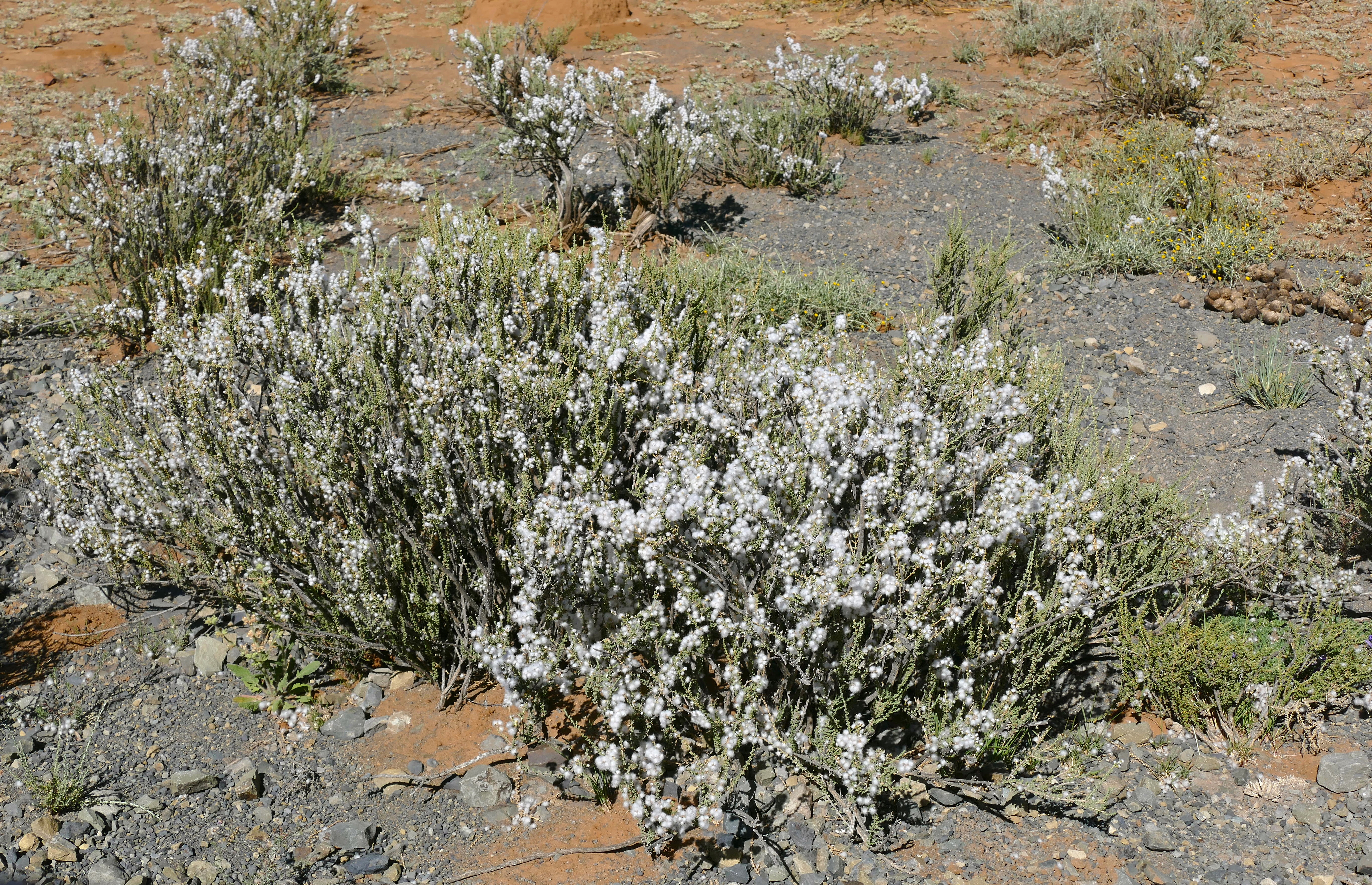
Habitus von fruchtendem Eriocephalus ericoides im Habitat

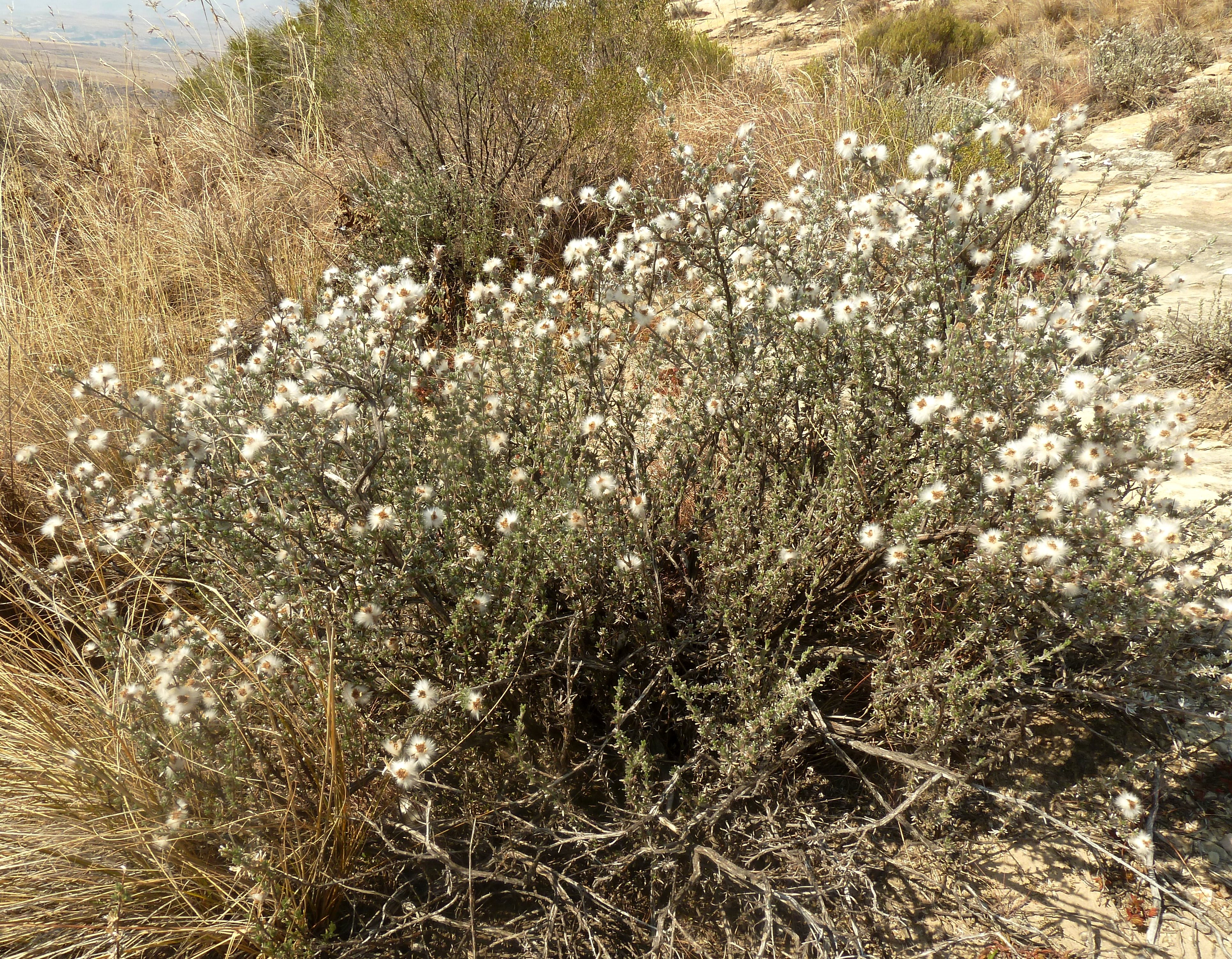
Habitus von fruchtendem Eriocephalus eximius im Habitat

## Phänologie
Die Blütezeit ist richtet sich deutlich nach den Regenzeiten. Arten, die in Winterregengebieten vorkommen blühen im südlichen Afrika von Juli bis September und Arten der Sommerregenbiete blühen im südlichen Afrika von Januar bis April.

## Systematik und Verbreitung

### Taxonomie und botanische Geschichte
Die Gattung Eriocephalus wurde 1753 durch Carl von Linné in Species Plantarum, Tomus II, S. 926 aufgestellt. Die Typusart ist Eriocephalus africanus L.. Der Gattung Eriocephalus ist von den altgriechischen Wörtern erion für „Wolle“ und kephale für „Kopf“ abgeleitet, dies bezieht sich auf die dicht wolligen Fruchtstände.
Die Gattung Eriocephalus wurde beispielsweise durch William Henry Harvey in Band 3 der Flora Capensis von 1865 behandelt. In Müller et al. wurden alle Arten genau beschrieben und die Vorkommen erörtert.

### Äußere Systematik
Die Gattung Eriocephalus gehört zur Subtribus Athanasiinae aus der Tribus Anthemideae in der Unterfamilie Asteroideae innerhalb der Familie Asteraceae.

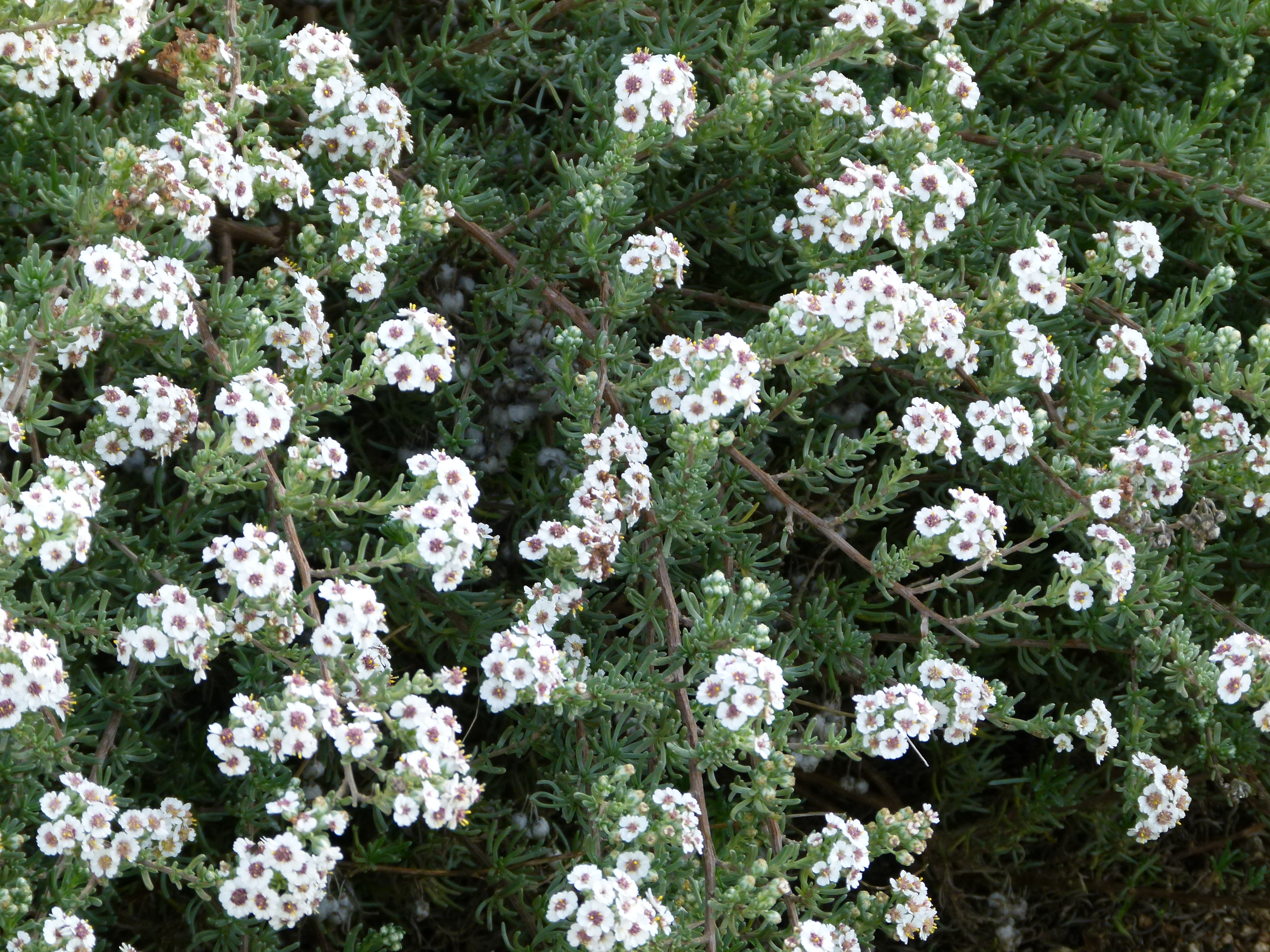
Zweige mit Laubblättern und Blütenständen des Afrikanischen Rosmarin (Eriocephalus africanus)

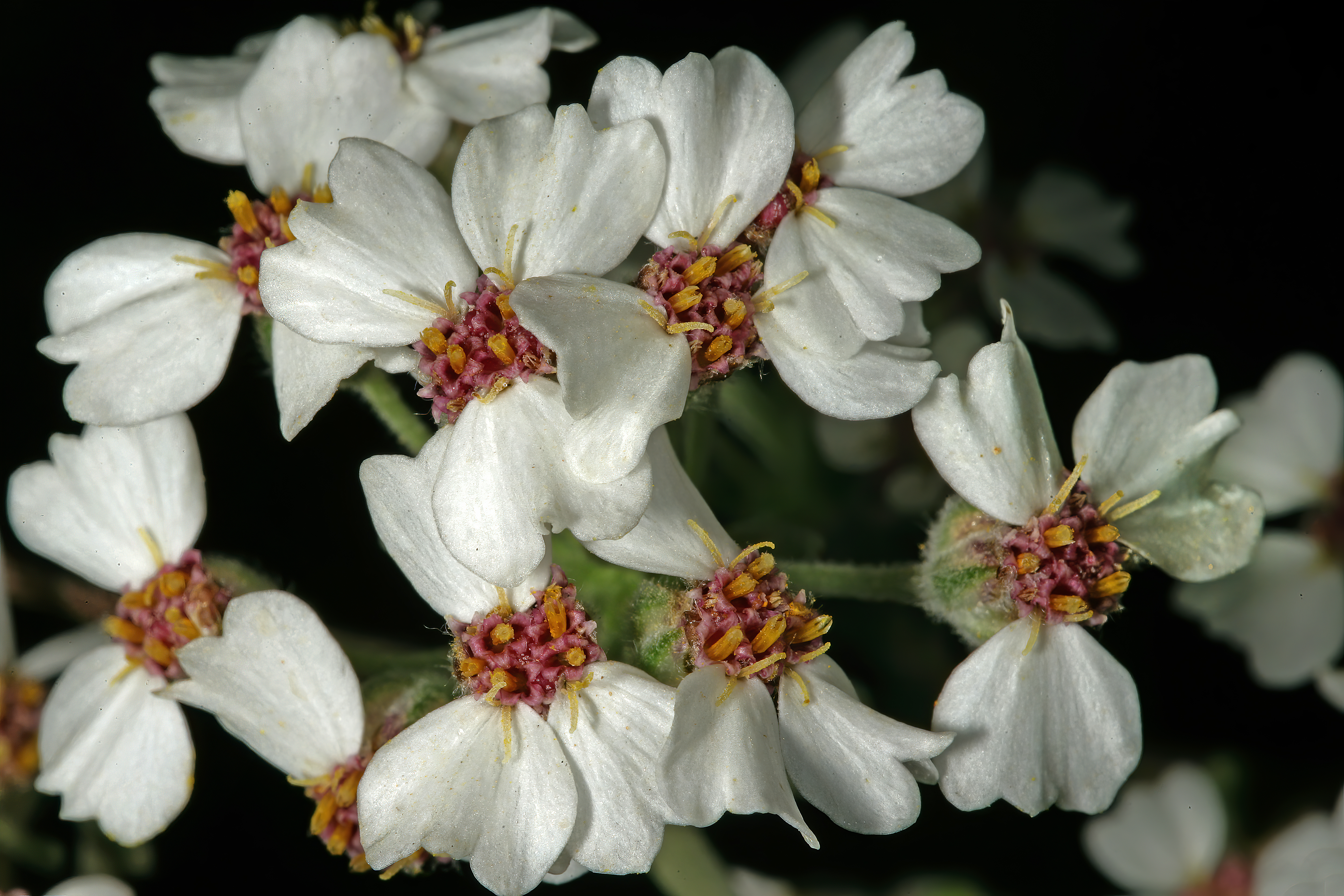
Blütenkörbchen im Detail von Eriocephalus africanus var. paniculatus

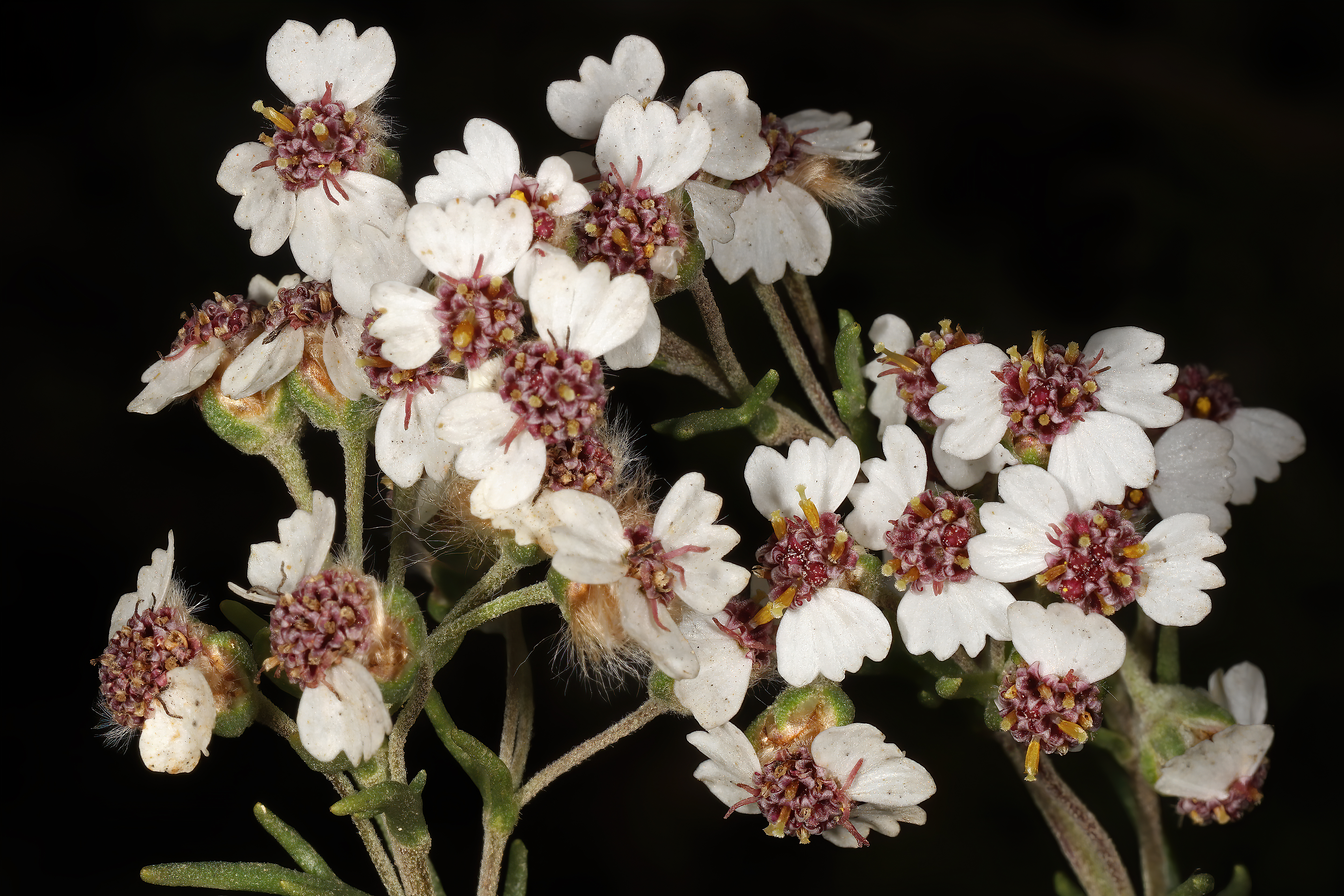
Zweig mit Blütenkörbchen von Eriocephalus brevifolius

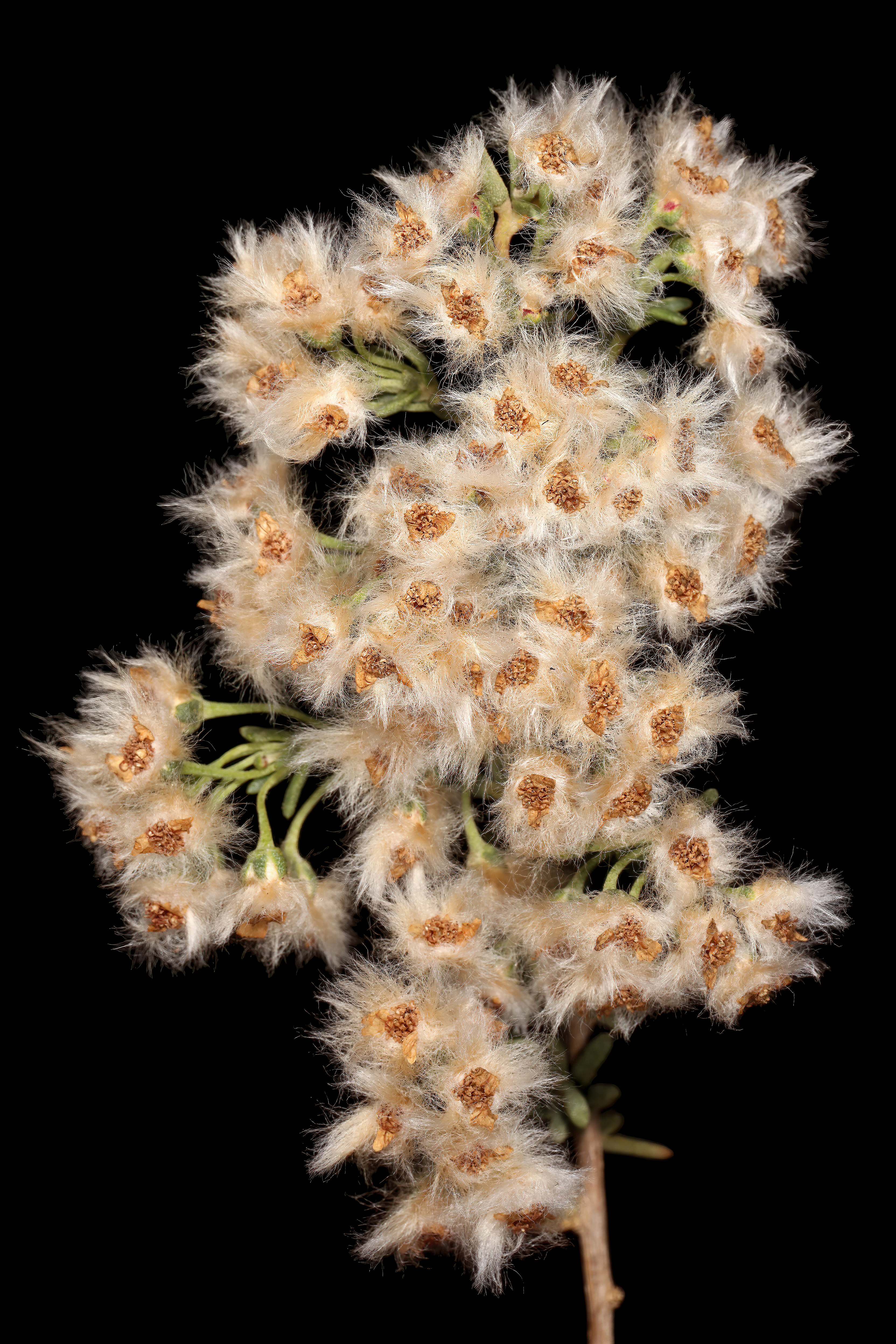
Zweig mit Fruchtständen von Eriocephalus brevifolius

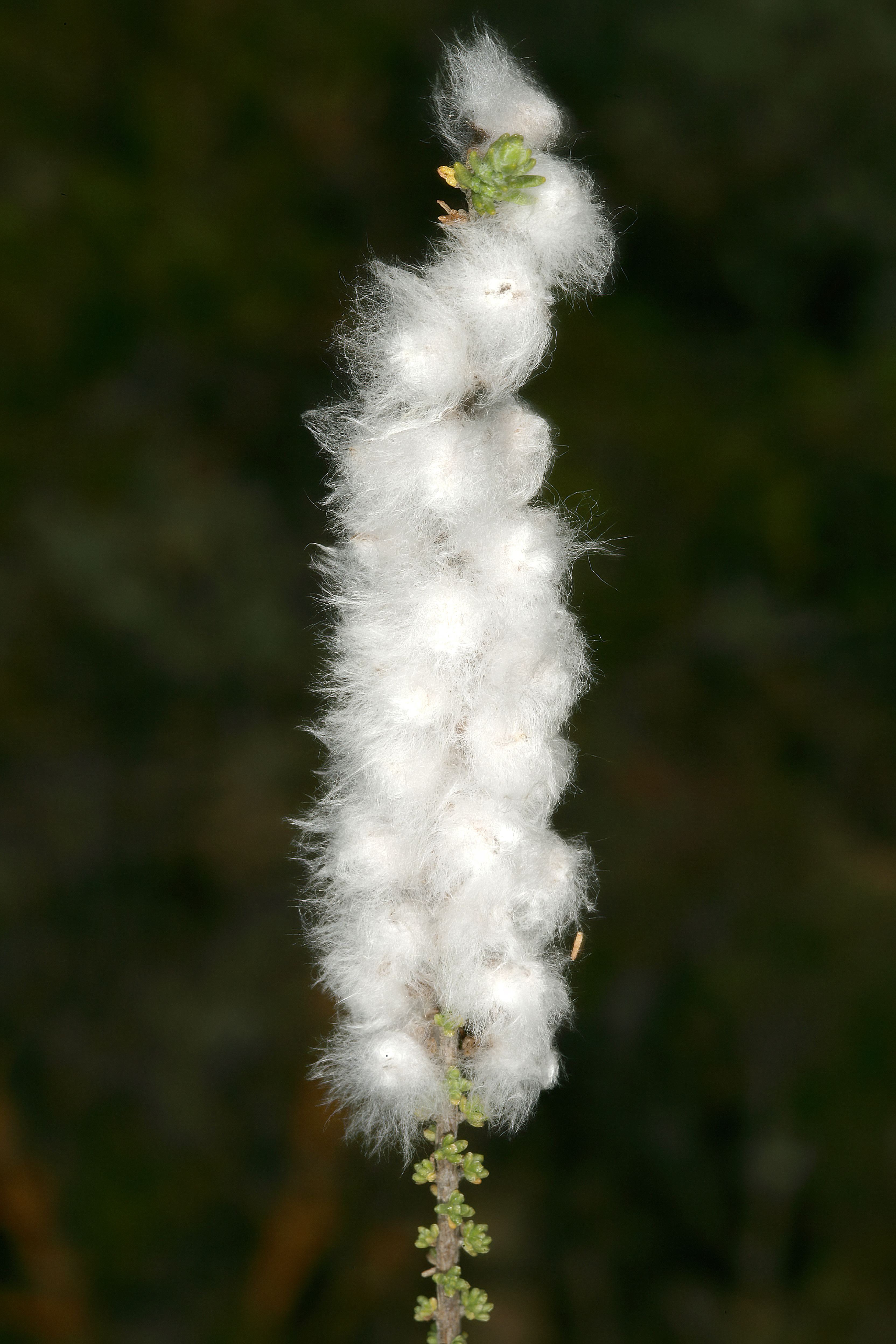
Zweig mit Fruchtständen von Eriocephalus ericoides subsp. ericoides

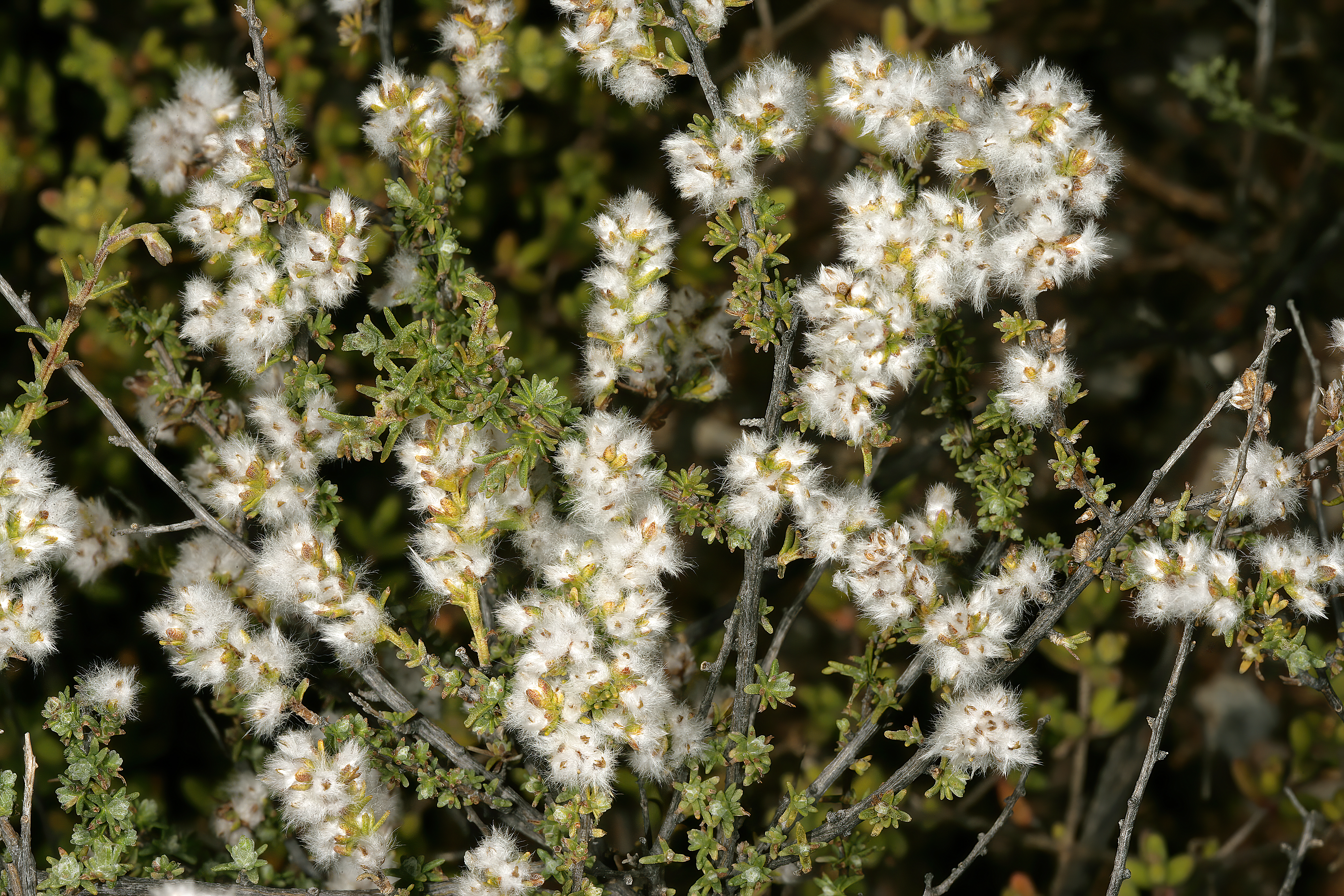
Zweige mit Fruchtständen von Eriocephalus microphyllus var. microphyllus

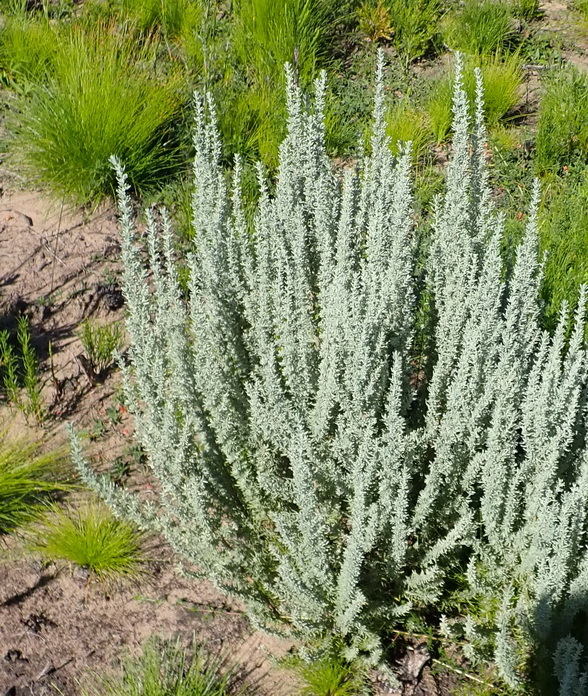
Habitus von Eriocephalus racemosus var. racemosus

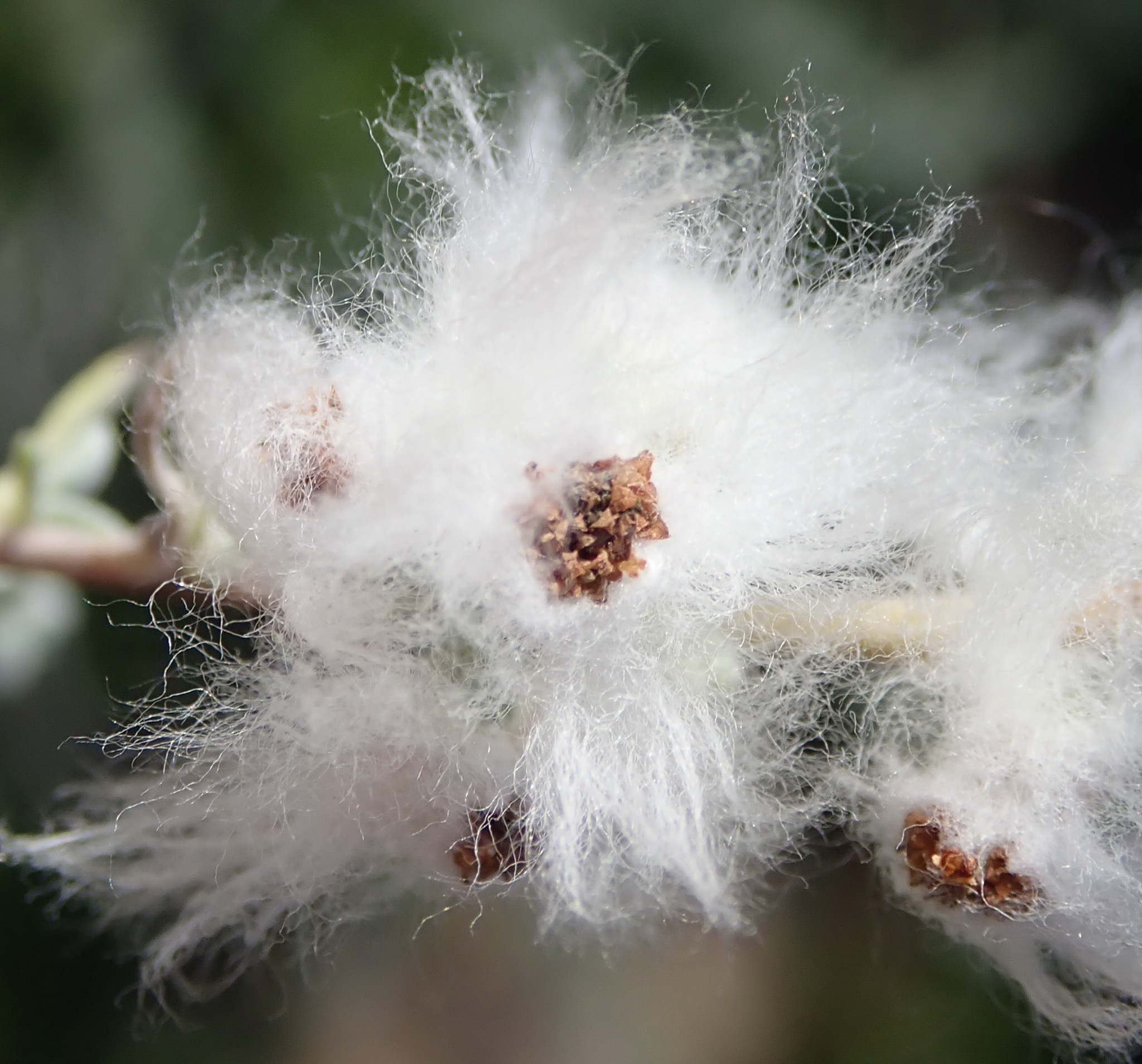
Fruchtstand im Detail von Eriocephalus racemosus var. racemosus

### Arten, ihre Verbreitung und Gefährdung
Die Eriocephalus-Arten sind im südlichen Afrika verbreitet und kommen hauptsächlich von Namibia und Botswana bis Lesotho und Südafrika vor. Die größte Artenvielfalt gibt es in den südafrikanischen Provinzen West- und Nordkap.
Von den in Südafrika vorkommenden Arten wurde in der Roten Liste der gefährdeten Pflanzenarten Südafrikas nur eine als NT = Near Threatened = potenziell gefährdet und eine Varietät als EN = Endangered = stark gefährdet bewertet. Die meisten anderen wurden nicht untersucht und automatisch als LC = Least Concern = nicht gefährdet eingetragen.
Die Arten wurden bisher nach morphologischen Merkmalen unterschieden, doch manche Arten haben eine große Varianz in diesen Merkmalen, so dass oft eine exakte Abtrennung rein nach der Morphologie schwierig ist.
Es gibt etwa 32 Arten in der Gattung Eriocephalus mit einigen Subtaxa:
- Afrikanischer Rosmarin (Eriocephalus africanus L.): Es gibt zwei Varietäten:[10][1]
  - Eriocephalus africanus L. var. africanus (Syn.: Eriocephalus corymbosus Moench, Eriocephalus frutescens R.Br., Eriocephalus septifer Cass., Eriocephalus septulifer DC., Eriocephalus variifolius Salisb.)[10] Sie kommt hauptsächlich an der Küste der Kaphalbinsel vor und kommt auch von Mossel Bay bis Knysna nur im Westkap vor. Sie gedeiht von Meereshöhe bis zu einer Höhenlage von etwa 100 Metern im Inland und gedeiht auf Felsen die aus dem Meer ragen.[1] Sie wurde in der Roten Liste der gefährdeten Pflanzenarten Südafrikas ohne erfolgtes Monitoring automatisch als LC = Least Concern = nicht gefährdet eingetragen.[9]
  - Eriocephalus africanus var. paniculatus (Cass.) M.A.N.Müll., P.P.J.Herman & Kolberg[10] (Syn.: Eriocephalus africanus Burm., Eriocephalus paniculatus Cass., Eriocephalus racemosus Gaertn. non L., Eriocephalus sericeus Gaudich. ex DC., Eriocephalus umbellulatus Cass., Eriocephalus umbellulatus var. argenteus DC., Eriocephalus umbellulatus var. glabriusculus DC.): Sie besitzt wohl die zweitweiteste Verbreitung aller  Eriocephalus-Taxa. Sie ist in den südafrikanischen Provinzen Nord-, West- sowie Ostkap verbreitet. Sie gedeiht fast im ganzen Winterregengebiet Südafrikas, aber auch im Sommerregengebiet. Sie gedeiht in einer großen Bandbreite von Vegetationstypen, Böden und Höhenlagen. Es ist das Taxon mit dem höchsten Potential Hybriden mit vielen anderen Taxa zu bilden.[1] Sie wurde in der Roten Liste der gefährdeten Pflanzenarten Südafrikas ohne erfolgtes Monitoring automatisch als LC = Least Concern = nicht gefährdet eingetragen.[9]
- Eriocephalus ambiguus (DC.) M.A.N.Müll.[10] (Syn.: Eriocephalus aspalathoides var. ambiguus DC., Eriocephalus aspalathoides Harv., Eriocephalus aspalathoides Merxm.): Sie ist vom zentralen Namibia[11] über Botswana[12] bis zu den südafrikanischen Provinzen Free State, Ost-, Nord- sowie  Westkap verbreitet.[9] Es ist ein Fundort an der Grenze von Nordkap in Botswana bekannt.[1] Sie wurde in der Roten Liste der gefährdeten Pflanzenarten Südafrikas als LC = Least Concern = nicht gefährdet bewertet.[9]
- Eriocephalus aromaticus C.A.Sm.[10] Sie gedeiht in Bergregionen in Höhenlagen oberhalb von 900 Metern im West- sowie Ostkap im Winterregengebiet und bildet meist dichte Bestände.[1] Sie wurde in der Roten Liste der gefährdeten Pflanzenarten Südafrikas ohne erfolgtes Monitoring automatisch als LC = Least Concern = nicht gefährdet eingetragen.[9]
- Eriocephalus brevifolius (DC.) M.A.N.Müll.[10] (Syn.: Eriocephalus punctulatus var. brevifolius DC.) Den Rang einer Art hat sie seit 2001. Es gibt nur wenige Aufsammlungen und diese stammen aus dem Namaqualand. Es wird vermutet, dass sie weiter verbreitet ist und deshalb wird als Verbreitungsgebiet auch das Swartruggens-Roggeveld sowie die Swartberge angegeben. Im Winterregengebiet gedeiht sie in Höhenlagen oberhalb von 900 Metern.[1] Da kein Monitoring erfolgte, wurde sie in der Roten Liste der gefährdeten Pflanzenarten Südafrikas automatisch als LC = Least Concern = nicht gefährdet eingetragen.[9]
- Eriocephalus capitellatus DC.[10] Sie gedeiht in Höhenlagen oberhalb von 900 Metern auf hohen Bergen im West- sowie Ostkap. Sie kommt sowohl in Winter- als auch Sommerregengebieten vor. Sie bildet nie dichte Bestände.[1] Da kein Monitoring erfolgte, wurde sie in der Roten Liste der gefährdeten Pflanzenarten Südafrikas automatisch als LC = Least Concern = nicht gefährdet eingetragen.[9]
- Eriocephalus decussatus Burch.:[10] Sie kommt in den südafrikanischen Provinzen Free State, Nord- sowie Westkap vor.[9] Sie gedeiht in Sommer- sowie Winterregengebieten in der zentralen Karoo und Teilen von Namaqualand, meist auf sandigen Böden. Es werden nie dichte Bestände gebildet.[1] Da kein Monitoring erfolgte, wurde sie in der Roten Liste der gefährdeten Pflanzenarten Südafrikas automatisch als LC = Least Concern = nicht gefährdet eingetragen.[9]
- Eriocephalus dinteri S.Moore[10][11] (Syn.: Eriocephalus parviflorus Dinter): In Namibia gedeiht sie nur auf wenigen hohen Bergen in Höhenlagen oberhalb von 1000 Metern, beispielsweise Brandberg, Auas- sowie Aus-Berge. In den Populationen variiert die Bestandsdichte von vereinzelt bis selten und es werden nirgends dichte Bestände gebildet. Sie gedeiht hauptsächlich im Sommerregengebiet, aber im südlichsten Verbreitungsgebiet kommt sie auch in der Übergangszone zum Winterregengebiet vor.[1]
- Eriocephalus ericoides (L. f.) Druce:[11] Es gibt seit 2001 zwei Unterarten:[10][1]
  - Eriocephalus ericoides (L. f.) Druce subsp. ericoides[10] (Syn.: Eriocephalus glaber Thunb., Eriocephalus glaber var. sessiliflorus Sond. ex Harv.) Sie hat die weiteste Verbreitung von allen Eriocephalus-Taxa. Die Bestände in Namibia sind isoliert von denen in Südafrika. In Namibia liegen die Habitate in höheren Bergregionen in Höhenlagen von 1000 bis 1700 Metern im Sommerregengebiet mit einem Jahresniederschlag von nur 250 bis 300 mm. In Südafrika kommt sie sowohl in höheren Bergregionen als auch nahe der Küste in Höhenlagen von etwa 300 Metern. Sie erhält in Südafrika sowohl im Sommer als auch im Winter Regen mit einem Jahresniederschlag von etwa 500 mm. Beide Teilareale liegen in der pflanzengeographischen Region Karoo-Namib und in Südafrika reicht das Areal bis in die Capensis.[1] Da kein Monitoring erfolgte, wurde sie in der Roten Liste der gefährdeten Pflanzenarten Südafrikas automatisch als LC = Least Concern = nicht gefährdet eingetragen.[9]
  - Eriocephalus ericoides subsp. griquensis M.A.N.Müll.[10] Sie wurde 2001 erstbeschrieben. Dieser Endemit kommt im Nordkap nur vom the Orange River bis fast zur Grenze mit Botswana vor.[1] Da kein Monitoring erfolgte, wurde sie in der Roten Liste der gefährdeten Pflanzenarten Südafrikas automatisch als LC = Least Concern = nicht gefährdet eingetragen.[9]
- Eriocephalus eximius DC.[10] Sie kommt Lesotho und in den südafrikanischen Provinzen Free State, Nord-, Ost- sowie Westkap vor. Sie gedeiht einzeln oder in kleinen Gruppen in höheren Bergregionen und ist nie ein dominantes Vegetationselement.[1] Da kein Monitoring erfolgte, wurde sie in der Roten Liste der gefährdeten Pflanzenarten Südafrikas automatisch als LC = Least Concern = nicht gefährdet eingetragen.[9]
- Eriocephalus giessii M.A.N.Müll.[10][11] Sie wurde 2001 erstbeschrieben. Dieser Endemit kommt in Namibia nur im Distrikt Lüderitz in und um „Diamond Area“. Sie gedeiht vereinzelt im Sommer- sowie Winterregengebiet in Bergregionen in Höhenlagen von etwa 1000 Metern.[1]
- Eriocephalus glandulosus M.A.N.Müll.[10] Sie wurde 2001 erstbeschrieben. Sie kommt in den südafrikanischen Provinzen Nord-, West- sowie Ostkap vor. Sie gedeiht in einem Gebiet mit einem Jahresniederschlag von weniger als 400 mm.[1] Da kein Monitoring erfolgte, wurde sie in der Roten Liste der gefährdeten Pflanzenarten Südafrikas automatisch als LC = Least Concern = nicht gefährdet eingetragen.[9]
- Eriocephalus grandiflorus M.A.N.Müll.[10]: Sie wurde 2001 erstbeschrieben.[1] Diese seltene Art ist ein Habitatspezialist auf Quarzit und kommt nur in Bergregionen von Roggeveld, Witteberge sowie Swartberge[1] bis zur Kleinen Karoo in den südafrikanischen Provinzen West- sowie Nordkap vor.[9]
- Eriocephalus karooicus M.A.N.Müll.[10] Sie wurde 2001 erstbeschrieben. Sie gedeiht im Winter- sowie Sommerregengebiet hauptsächlich auf schweren Böden. Das Verbreitungszentrum liegt in Free State und ist im Nord- sowie Ostkap begrenzt.[1] Da kein Monitoring erfolgte, wurde sie in der Roten Liste der gefährdeten Pflanzenarten Südafrikas automatisch als LC = Least Concern = nicht gefährdet eingetragen.[9]
- Eriocephalus kingesii Merxm. & Eberle:[10][11] Dieser Endemit kommt in Namibia nur zwischen Liideritz und Diamond vor. Sie gedeiht in der Wüste sowie in der Sukkulenten-Steppe. Die meisten Fundorte liegen nahe der Küste mit Nebel in der Nacht. Sie gedeiht im Winterregengebiet mit einem Jahresniederschlag von weniger als 50 mm.[1]
- Eriocephalus klinghardtensis M.A.N.Müll.[10][11] Sie wurde 2001 erstbeschrieben. Dieser Endemit kommt nur in den isolierten Klinghardt-Bergen in der Wüste und der Sukkulenten-Steppe in Namibia. Dieses Winterregengebiet erhält weniger als 100 mm Jahresniederschlag, ergänzt durch Nebel vom Ozean in der Nacht. Sie ist zwar auf ein kleines Areal beschränkt, kommt dort aber relativ häufig vor.[1]
- Eriocephalus longifolius M.A.N.Müll.[10] Sie wurde 2001 erstbeschrieben. Bis zum Jahr wurde sie nur auf dem Soutpansberg sowie dem Waterberg im Nordkap gesammelt. Sie wurde bis 2001 nur auf den Berggipfeln oberhalb von 1700 Metern gefunden.[1] Weitere Daten liegen nicht vor.[9] Es könnte sein, dass sie auch auf hohen Bergen der südafrikanischen Provinzen Mpumalanga sowie North-West vorkommt. Obwohl diese Art ziemlich selten ist, scheint sie nicht gefährdet zu sein. In jedem Bestand wurde nur etwa 15 Exemplare gefunden, die allerdings nur wenige Jahre alt waren.[1] Sie wurde in der Roten Liste der gefährdeten Pflanzenarten Südafrikas ohne erfolgtes Monitoring automatisch als LC = Least Concern = nicht gefährdet eingetragen.[9]
- Eriocephalus luederitzianus O.Hoffm.[10][11] (Syn.: Eriocephalus eenii S.Moore, Eriocephalus hirsutus Burtt Davy, Eriocephalus squarrosus Muschl.) Sie gedeiht nur im Sommerregengebiet. Sie kommt von der Nordhälfte Namibias über die meisten Gebiete in Botswana[12] bis zu den nördlichen Provinzen Südafrikas vor. In Namibia ist sie die häufigste Eriocephalus-Art mit der weitesten Verbreitung. Bis auf den einen Fundort von Eriocephalus ambiguus ist sie die einzige Eriocephalus-Art in Botswana.[1] Da kein Monitoring erfolgte, wurde sie in der Roten Liste der gefährdeten Pflanzenarten Südafrikas automatisch als LC = Least Concern = nicht gefährdet eingetragen.[9]
- Eriocephalus macroglossus B.Nord.:[10] Sie kommt wohl nur im nördlichen Namaqualand vor. Sie gedeiht in Höhenlagen von etwa 600 Metern auf niedrigen Bergen in steinigen Böden.[1] Sie wurde in der Roten Liste der gefährdeten Pflanzenarten Südafrikas als NT = Near Threatened = potenziell gefährdet bewertet.[9]
- Eriocephalus merxmuelleri M.A.N.Müll.[10][11] Sie wurde 2001 erstbeschrieben. Dieser Endemit gedeiht nur im „Namaqualand Broken Veld“. Das Areal liegt im Sommer- sowie Winterregengebiet und reicht über die Grenze zwischen Südafrika und Namibia.[1] Sie wurde in der Roten Liste der gefährdeten Pflanzenarten Südafrikas ohne erfolgtes Monitoring automatisch als LC = Least Concern = nicht gefährdet eingetragen.[9]
- Eriocephalus microcephalus DC.[10] Dieser Endemit gedeiht in Namaqualand nur in Höhenlagen oberhalb von 600 Metern am Gipfel von Bergen oder an hochgelegenen Berghängen und bildet meist dichte Bestände.[1] Sie wurde in der Roten Liste der gefährdeten Pflanzenarten Südafrikas ohne erfolgtes Monitoring automatisch als LC = Least Concern = nicht gefährdet eingetragen.[9]
- Eriocephalus microphyllus DC.: Es gibt drei Varietäten:[10][1]
  - Eriocephalus microphyllus var. carnosus M.A.N.Müll.[10] Dieser Endemit kommt nur im Worcester sowie Montagu Distrikt und bei Matjiesfontein vor.[1] Es sind nur drei Fundorte bekannt und es erfolgten nur wenige Aufsammlung, die letzte in den 1970er Jahren.[9] Sie wurde in der Roten Liste der gefährdeten Pflanzenarten Südafrikas als EN = Endangered = stark gefährdet bewertet.[9]
  - Eriocephalus microphyllus DC. var. microphyllus[10] Dieser Endemit ist im zentralen Namaqualand im Nordkap relativ häufig hauptsächlich in tiefgelegenen Ebenen.[1] Sie wurde in der Roten Liste der gefährdeten Pflanzenarten Südafrikas ohne erfolgtes Monitoring automatisch als LC = Least Concern = nicht gefährdet eingetragen.[9]
  - Eriocephalus microphyllus var. pubescens (DC.) M.A.N.Müll.[10] Sie kommt entlang der Westküste Südafrikas vor.[1] Sie wurde in der Roten Liste der gefährdeten Pflanzenarten Südafrikas ohne erfolgtes Monitoring automatisch als LC = Least Concern = nicht gefährdet eingetragen.[9]
- Eriocephalus namaquensis M.A.N.Müll.[10] Sie wurde 2001 erstbeschrieben.[1] Sie kommt im Nord- sowie Westkap vor.[9] In den Arealen ist sie relativ häufig. Sie ist ein wichtiges Florenelement der westlichen Berg-Karoo und der Sukkulenten-Karoo. Das westliche Teilareal liegt im Winterregengebiet, aber Sommerregen fällt im östlichen Teilareal. Der Jahresniederschlag beträgt weniger als 200 mm und im Verbreitungsgebiet kommen oft Trockenperioden vor.[1] Sie wurde in der Roten Liste der gefährdeten Pflanzenarten Südafrikas ohne erfolgtes Monitoring automatisch als LC = Least Concern = nicht gefährdet eingetragen.[9]
- Eriocephalus pauperrimus Merxm. & Eberle[10][11] Sie kommt vom südlichen Namibia durch Nordkap bis Matjiesfontein im Westkap vor. Sie gedeiht hauptsächlich im Sommerregengebiet mit einem Jahresniederschlag von weniger als 200 mm. Aber sie kommt auch in Gebieten vor, die sowohl im Sommer als auch im Winter Regen abbekommen in Höhenlagen von 300 bis 600 Metern.[1]  Sie wurde in der Roten Liste der gefährdeten Pflanzenarten Südafrikas ohne erfolgtes Monitoring automatisch als LC = Least Concern = nicht gefährdet eingetragen.[9]
- Eriocephalus pedicellaris DC.[10] (Syn.: Eriocephalus pteronioides DC., Eriocephalus punctulatus var. pedicellaris (DC.) Harv.)[9] Sie kommt vom Richtersveld bis Nieuwoudtville entlang der südafrikanischen Westküste im Nord- sowie Westkap vor. Hauptsächlich gedeiht sie auf sandigen Böden und steinigen Hängen mit guter Drainage. Sie kommt nur im Winterregengebiet bei einem Jahresniederschlag von höchstens 200 mm vor. Meistens stehen die Exemplare einzeln oder in spärlichen Beständen und bilden selten dichte Bestände.[1] Da kein Monitoring erfolgte, wurde sie in der Roten Liste der gefährdeten Pflanzenarten Südafrikas automatisch als LC = Least Concern = nicht gefährdet eingetragen.[9]
- Eriocephalus pinnatus O.Hoffm.[10][11] Dieser Endemit gedeiht nur in kleinen Gruppen von fünf bis acht, manchmal bis zu zwanzig Pflanzenexemplaren meist in steinigen Standorten oder auf Sandstein-Kuppen in der Schichtstufenlandschaft und Mopane-Savanne in der nördlichen bis zentralen Namib in Namibia. Es sind Gebiete mit einem Jahresniederschlag von weniger als 200 mm.[1]
- Eriocephalus punctulatus DC.[10] Sie gedeiht von Springbok im Nordkap entlang der westlichen Teile des Westkap (Roggeveld sowie Witteberge). Meist gedeiht sie in höheren Bergregionen oberhalb von 300 Metern nur im Winterregengebiet.[1] Sie wurde in der Roten Liste der gefährdeten Pflanzenarten Südafrikas ohne erfolgtes Monitoring automatisch als LC = Least Concern = nicht gefährdet eingetragen.[9]
- Eriocephalus purpureus Burch.[10] (Syn.: Eriocephalus xerophilus Schltr.)[9] Sie gedeiht nur im Winterregengebiet in Bergregionen oberhalb von 300 Metern von Loeriesfontein südwärts bis Matjiesfontein im Nord- sowie Westkap.[1] Sie wurde in der Roten Liste der gefährdeten Pflanzenarten Südafrikas als LC = Least Concern = nicht gefährdet bewertet.[9]
- Eriocephalus racemosus L. non Gaertn.: Es gibt zwei Varietäten:[10][1]
  - Eriocephalus racemosus var. affinis (DC.) Harv.:[10] Sie gedeiht auf sandigen Böden von der Nähe der Küste bis 50 km ins Inland von Hondeklip Bay bis Melkbosstrand im West- sowie Nordkap. Es werden dichte Bestände gebildet und oft ist sid die dominante Art des Habitats.[1] Sie wurde in der Roten Liste der gefährdeten Pflanzenarten Südafrikas ohne erfolgtes Monitoring automatisch als LC = Least Concern = nicht gefährdet eingetragen.[9]
  - Eriocephalus racemosus L. var. racemosus[10][10] (Syn.: Eriocephalus simplicifolius Salisb., Eriocephalus spicatus Burm. ex DC.): Fast immer gedeiht sie nur nahe der Küsten Südafrikas von Port Elizabeth im Osten bis Lamberts Bay im Westen im Ost- sowie Westkap.[1] Sie wurde in der Roten Liste der gefährdeten Pflanzenarten Südafrikas ohne erfolgtes Monitoring automatisch als LC = Least Concern = nicht gefährdet eingetragen.[9]
- Eriocephalus scariosus DC.[10][11] (Syn.: Eriocephalus rangei Muschl., Eriocephalus scariosissimus S.Moore, Eriocephalus virgatus Dinter): Sie ist von Namibia bis zum Nordkap vom Namib-Naukluft-Park südwärts bis zum Orange River verbreitet. Sie gedeiht im Sommer- und Winterregengebiet auf Bergen sowie Hügeln, aber nie auf offenen Ebenen. Sie ist Florenelement der Sandsteinhügel sowie -berge. Sie wurde in der Roten Liste der gefährdeten Pflanzenarten Südafrikas ohne erfolgtes Monitoring automatisch als LC = Least Concern = nicht gefährdet eingetragen.[9]
- Eriocephalus spinescens Burch.[10] Sie kommt von Calvinia ostwärts im Nord- sowie Ostkap vor. Sie gedeiht in der Übergangszone vom Winter- zum Sommerregengebiet. Ihr Habitat ist mit einem Jahresniederschlag von weniger als 250 mm sehr arid (trocken) in der Trocken-Karoo und im „False Desert Grassveld“. Sie bildet nie dichte Bestände, ist aber relativ häufig entlang von Fließgewässern und an saisonalen Rinnsal in sandigen, steinigen Böden.[1] Sie wurde in der Roten Liste der gefährdeten Pflanzenarten Südafrikas ohne erfolgtes Monitoring automatisch als LC = Least Concern = nicht gefährdet eingetragen.[9]
- Eriocephalus tenuifolius DC.[10] Sie kommt in Lesotho und in den südafrikanischen Provinzen südliches Mpumalanga, Free State, Nord-, West- sowie Ostkap vor. Sie gedeiht auf Bergen und Hügeln hauptsächlich im Sommerregengebiet. Sie wurde in der Roten Liste der gefährdeten Pflanzenarten Südafrikas ohne erfolgtes Monitoring automatisch als LC = Least Concern = nicht gefährdet eingetragen.[9]
- Eriocephalus tenuipes C.A.Sm.[10] Von dieser seltenen Art sind nur fünf Fundorte von Uniondale bis Port Elizabeth in der Capensis in den südafrikanischen Provinzen Ost- sowie Westkap bekannt.[9] Sie gedeiht hauptsächlich im Winter-, aber auch im Sommerregengebiet und kommt hauptsächlich in den Hochlagen der Langkloof-Berge vor.[1]

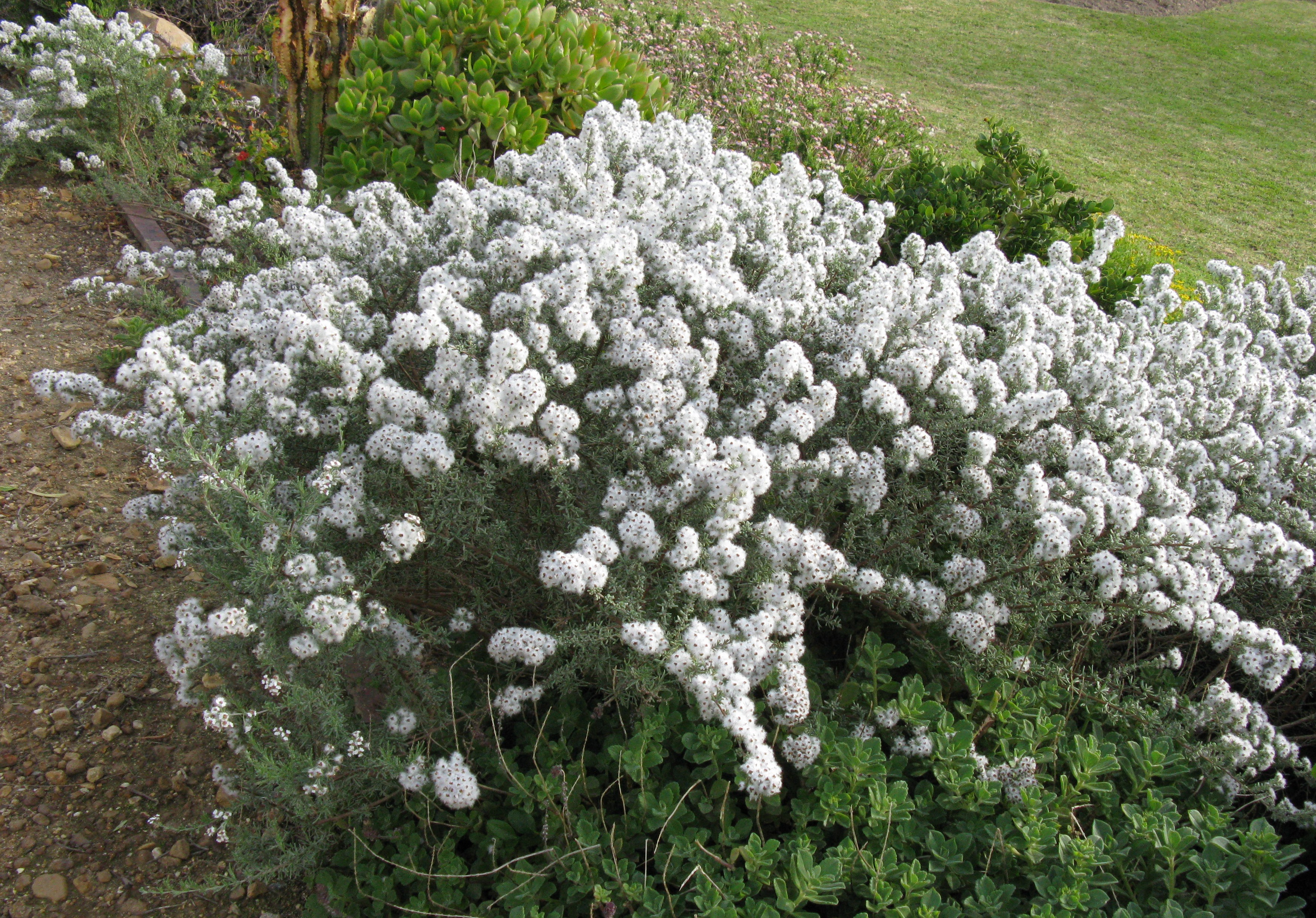
Habitus des Afrikanischen Rosmarin (Eriocephalus africanus) in einem südafrikanischen Garten im Winter

## Verwendung
Die Laubblätter haben ein charakteristisches, eher würziges Aroma, besonders wenn sie gequetscht werden. Es wurde mit dem Aroma von Rosmarin verglichen, was aber nicht sehr überzeugend ist. Die Pflanzenteile wurden jedoch ähnlich in der Küche verwendet.
Möglicherweise wegen der vermeintlichen Ähnlichkeit mit Rosmarin und dem angenehmen Kräutergeruch fanden verschiedene Arten spärliche Verwendung in der Küche. Freilaufendes Vieh beweidet die Pflanzen in unterschiedlichem Maße. Zusammen mit verschiedenen anderen Karoo-Sträuchern verleiht dies dem Fleisch einen unverwechselbaren Geschmack und Charakter, den manche Leute zum Beispiel an Karoo-Lamm schätzen.
Verschiedene Arten wurden auch in der Volksmedizin im südlichen Afrika weit verbreitet vielseitig eingesetzt. Blätter des Afrikanischen Rosmarin (Eriocephalus africanus) entfalten einen angenehmen Geruch, wenn sie leicht gerieben werden. Die Droge ergibt 0,3 % eines dunkelgrünen Petrolether-Extrakts, der bei der Wasserdampfdestillation im Vakuum 10 bis 15 % eines recht zähen, gelblichen ätherischen Öls ergibt. Es hat einen krautigen und balsamischen Geruch. Eriocephalus ericoides und auch Eriocephalus racemosus wurden am Kap wegen ihrer schweiß- und harntreibenden Wirkung verwendet.
Zusammen mit Metalasia muricata wurde Kapkamille (Eriocephalus punctulatus) von den Basotho verwendet, um die Hütte einer kranken oder verstorbenen Person auszuräuchern.
Die Nama verwenden eine Abkochung von Eriocephalus umbellulatus gegen Koliken; die frühen Kap-Siedler benutzten es offenbar ähnlich. Die Extraktion ergibt ein hellgelbes ätherisches Öl mit einem scharfen, aber angenehmen, aromatischen Geruch und einem brennenden Geschmack. Bis in die Neuzeit wurde die Pflanze in der Westprovinz als Hausmittel, als Tinktur bei Herzbeschwerden und Ödemen und als Fußbad bei verschiedenen Beschwerden verwendet.
Einige Arten und Sorten wurden bisher nicht oft verwendet, erfreuen sich zunehmender Beliebtheit als Gartenpflanzen, teils wegen ihres pflanzlichen und kulinarischen Wertes, teils wegen ihres Karoo-Charakters, und teils wegen ihrer attraktiven anhaltend schneeweißen Erscheinung, sowohl in der Blütezeit als auch mit den wolligen Fruchtständen. Sie werden auch für vogelfreundliche Gärten geschätzt, da einige Vogelarten den Flaum der leeren Samenfollikel für ihre Nester sammeln. Wohl nur Eriocephalus africanus wird auch außerhalb ihres natürlichen Verbreitungsgebietes als Zierpflanze verwendet.

## Trivialnamen
Trivialnamen in den Sprachen der Herkunftsländer sind:
- Englische Sprache: wild rosemary[2]
- Afrikaans: wilderoosmaryn, kapokbos,[2] kapokbossies[11]